# قلدیمان
قُلدیمان جماعت و شهرکی در جنوب غربی کشور تاجیکستان است که در ناحیهٔ پنج ولایت ختلان قرار دارد. جمعیت این جماعت ۱۳۵۷۰ است.